# الکساندر دماندت
الکساندر دماندت (به آلمانی: Alexander Demandt) تاریخ‌نگار اهل آلمان است. او استاد تاریخ باستان دانشگاه آزاد برلین از سال ۱۹۷۴ تا ۲۰۰۵ بود. دمانت صاحب‌نظر برجسته‌ای در زمینهٔ تاریخ روم است.